# 青森県道285号浪岡藤崎線
青森県道285号浪岡藤崎線（あおもりけんどう285ごう なみおかふじさきせん）は、青森県青森市から藤崎町へ至る一般県道である。

## 概要
国道7号浪岡・大釈迦バイパス完成に伴い国から青森県に管理が移管された。なお、大釈迦T字路から北の区間は国道101号の単独区間となった。
2010年初頭には青森市浪岡下十川地区の国道7号バイパスが開通し、現道区間も当県道に編入された。

### 路線データ
- 起点：青森市浪岡[1]
- 終点：南津軽郡藤崎町[1]

## 歴史
- 1997年（平成7年）3月31日 - 県道に認定される[1]。

## 地理

### 通過する自治体
- 青森市
- 南津軽郡藤崎町

### 交差する道路
- 国道101号（青森市浪岡、起点）
- 東北自動車道 浪岡インターチェンジ
- 青森県道27号青森浪岡線（青森市浪岡）
- 青森県道235号浪岡停車場線（青森市浪岡）
- 青森県道13号大鰐浪岡線（青森市浪岡）
- 国道7号（青森市浪岡）
- 青森県道203号常海橋銀線（青森市浪岡）
- 国道7号（青森市浪岡）
- 青森県道147号増館堂野前線（青森市浪岡）
- 青森県道38号五所川原黒石線（南津軽郡藤崎町）
- 青森県道131号前坂藤崎線（南津軽郡藤崎町）
- 国道7号（南津軽郡藤崎町、終点）